# Carrizo (Arizona)
Carrizo es un lugar designado por el censo ubicado en el condado de Gila en el estado estadounidense de Arizona. En el Censo de 2010 tenía una población de 127 habitantes y una densidad poblacional de 5,42 personas por km².

## Geografía
Carrizo se encuentra ubicado en las coordenadas 33°58′46″N 110°19′52″O / 33.97944, -110.33111. Según la Oficina del Censo de los Estados Unidos, Carrizo tiene una superficie total de 23.44 km², de la cual 23.38 km² corresponden a tierra firme y (0.23%) 0.05 km² es agua.

## Demografía
Según el censo de 2010, había 127 personas residiendo en Carrizo. La densidad de población era de 5,42 hab./km². De los 127 habitantes, Carrizo estaba compuesto por el 1.57% blancos, el 0% eran afroamericanos, el 98.43% eran amerindios, el 0% eran asiáticos, el 0% eran isleños del Pacífico, el 0% eran de otras razas y el 0% pertenecían a dos o más razas. Del total de la población el 0.79% eran hispanos o latinos de cualquier raza.